# HAL HJT-16 Kiran
L'HAL HJT-16 Kiran (Raggio di Luce) è un addestratore a getto biposto prodotto dall'azienda indiana Hindustan Aeronautics Limited (HAL) dagli anni sessanta ed ancora in servizio operativo.
Usato dalla Forza aerea indiana per l'addestramento intermedio degli allievi piloti militari che hanno terminato con successo il corso di volo iniziale sul HPT-32 Deepak. È usato dalla pattuglia acrobatica della Forza aerea indiana, il team Surya Kiran e dalla pattuglia acrobatica della Naval Air Arm (Bharatiya Nau Sena, Marina militare indiana), il Sagar Pawan.

## Storia del progetto
Simile al britannico Hawker Hunter, Il Kiran fu progettato per fornire alla forza aeronautica indiana un addestratore jet di base. Il primo aereo era mosso da un motore Rolls Royce Viper Mk 11 e volò la prima volta il 4 settembre 1964. Alla produzione l'aereo fu designato Kiran I, e la prima consegna di pre-produzione venne consegnato alla forza aerea indiana in marzo 1968. Le produzioni più avanzate dell'aereo erano equipaggiate con punti d'attacco sotto ogni ala per addestramento all'uso delle armi (Vennero assemblati come Kiran IA un totale di 190 aerei. Una versione improvvisata mossa da un motore Bristol Siddeley Orpheus ed un'altra versione capace di portare armi nominata Kiran II e fu consegnata dal 1983.

### Rimpiazzo
Il Kiran sarà rimpiazzato dal nuovo addestratore HAL HJT-36 Sitara. La Bhāratīya Vāyu Senā ha già effettuato un ordine per 12 esemplari che andranno a rimpiazzare i Kiran usati dalla pattuglia acrobatica "Surya Kiran".

## Varianti
Kiran Mk.I
Aereo da addestramento biposto.
Kiran Mk.IA'
Aereo da addestramento biposto con capacità di armamento
Kiran Mk.II
Versione evoluta con quattro punti d'attacco ed una doppia mitragliatrice integrata da 7,62 mm nel muso.

## Utilizzatori
India
- Bhāratīya Vāyu Senā

170 170 HJT-16 consegnati.
- - Surya Kiran
- Naval Air Arm (Bhāratīya Nāu Senā)
  - Sagar Pawan